# Kapibara
Kapibara (Hydrochoerus) – rodzaj ssaków z podrodziny kapibar (Hydrochoerinae) w obrębie rodziny kawiowatych (Caviidae).

## Rozmieszczenie geograficzne
Rodzaj obejmuje gatunki występujące w Ameryce Środkowej (Panama) i Południowej (Kolumbia, Wenezuela, Gujana, Brazylia, Ekwador, Peru, Boliwia, Paragwaj, Argentyna i Urugwaj).

## Morfologia
Długość ciała (bez ogona) 1025–1340 mm, długość ogona 10–20 mm, długość tylnej stopy 200–250 mm, długość ucha 60–70 mm; masa ciała 35–65 kg.

## Systematyka
Rodzaj zdefiniował w 1762 roku francuski zoolog Mathurin Jacques Brisson w książce swojego autorstwa poświęconej klasyfikacji królestwa zwierząt. Brisson w swoim pierwotnym opisie nie wymienił żadnego gatunku, w ramach późniejszego oznaczenia w 1998 roku Międzynarodowa Komisja Nomenklatury Zoologicznej na gatunek typowy wyznaczyła kapibarę wielką (H. hydrochaeris).

### Etymologia
- Hydrochoerus (Hydrochaeris, Hydrochaerus, Hydrocherus, Hydrochoenus, Hydrocharus, Hydrochoeris, Hydrocheirus): gr. ὑδρο- hudro- ‘wodny’, od ὑδωρ hudōr, ὑδατος hudatos ‘woda’; χοιρος khoiros ‘świnia’[18].
- Capibara: hiszp. capivara ‘kapibara’, od port. capivara ‘kapibara’[19].
- Capiguara: tupi cabi lub capim ‘ziele, zioło’; guara czasownik ‘u’ oznacza tego, kto je[20]. Gatunek typowy (oznaczenie monotypowe): Capiguara americana Liais, 1872 (= Sus hydrochaeris Linnaeus, 1766),
- Xenohydrochoerus: gr. ξενος xenos ‘dziwny’; rodzaj Hydrochoerus Brisson, 1762[21][10]. Gatunek typowy (oznaczenie monotypowe): †Xenohydrochoerus ballesterensis Rusconi, 1934.

### Podział systematyczny
Do rodzaju należą następujące występujące współcześnie gatunki:
| Grafika | Gatunek                   | Autor i rok opisu  | Nazwa zwyczajowa | Podgatunki         | Rozmieszczenie geograficzne | Podstawowe wymiary                               | Status IUCN |
| ------- | ------------------------- | ------------------ | ---------------- | ------------------ | --- | ------------------------------------------------ | ----------- |
|         | Hydrochoerus hydrochaeris | (Linnaeus, 1766)   | kapibara wielka  | gatunek monotypowy | na wschód od Andów w Kolumbii, Wenezueli, regionie Gujana, Brazylii, Ekwadorze, Peru, Boliwii, Paragwaju, Urugwaju oraz północno-zachodniej i wschodniej Argentynie | DC: 107–134 cm DO: 1–2 cm MC: 35–65 kg           | LC          |
|         | Hydrochoerus isthmius     | E.A. Goldman, 1912 | kapibara mała    | gatunek monotypowy | wschodnia Panama, zachodnia Kolumbia i północno-zachodnia Wnezuela (Zulia)                                                                                          | DC: około 102 cm DO: brak danych MC: brak danych | DD          |

Kategorie IUCN:  LC  – gatunek najmniejszej troski,  DD  – gatunki o nieokreślonym stopniu zagrożenia.
Opisano również gatunki wymarłe z pliocenu i plejstocenu:
- Hydrochoerus ballesterensis (Rusconi, 1934)[10] (Argentyna)
- Hydrochoerus gaylordi (MacPhee, Singer & Diamond, 2000)[25] (Grenada).
- Hydrochoerus hesperotiganites R. White, Mead, Morgan & Deméré, 2022[26] (Stany Zjednoczone)